# Chapelle Notre-Dame-de-Bonsecours de Rieulay
Pour les articles homonymes, voir Chapelle Notre-Dame-de-Bon-Secours.
La chapelle Notre-Dame-de-Bonsecours est une chapelle catholique située à Rieulay, dans le département du Nord, en France. Elle est également nommée chapelle du Marais.

## Historique
La chapelle est située dans le département français du Nord, sur la commune de Rieulay, non loin de Marchiennes.

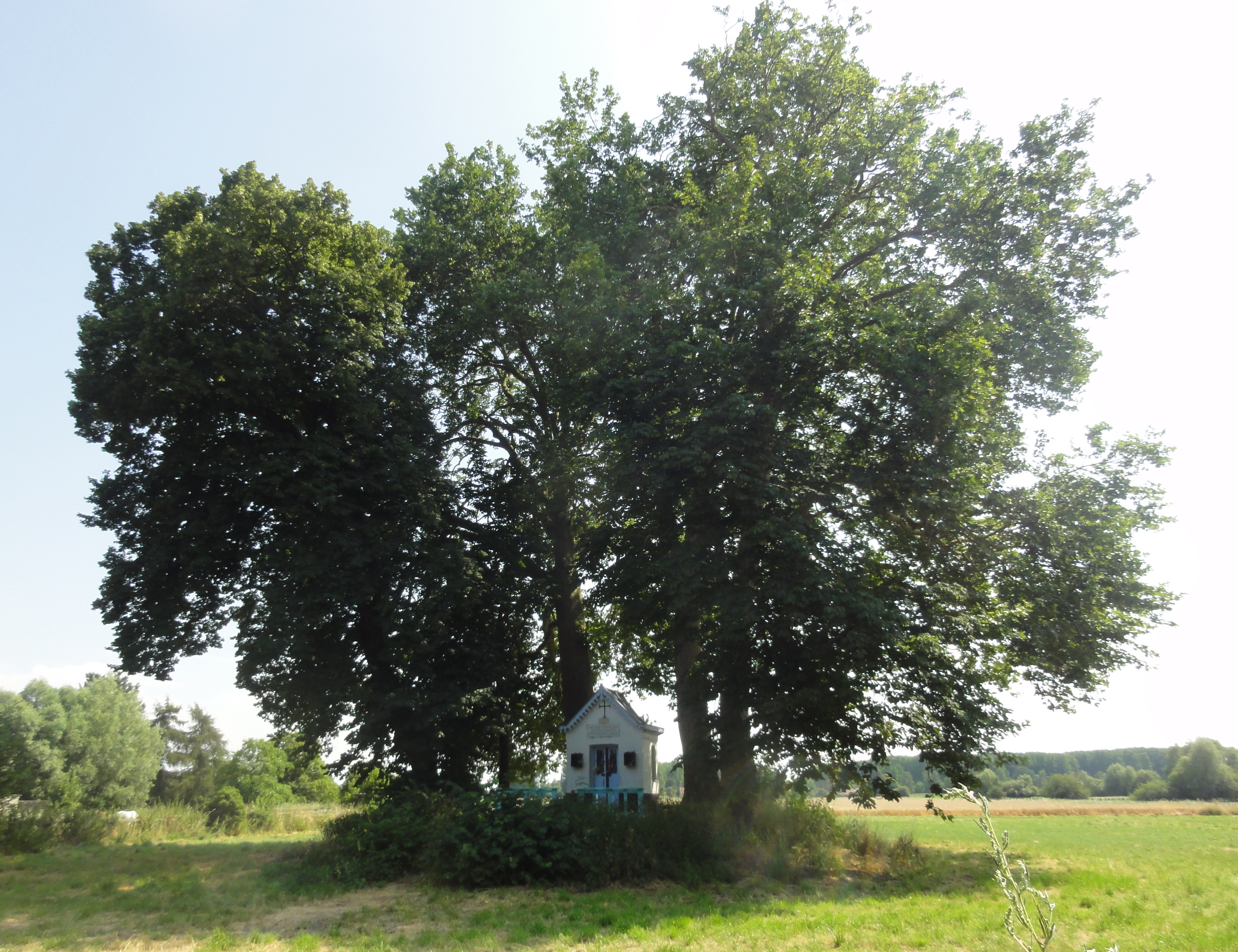
La chapelle dans son environnement.